# Saint-Victor-de-Réno
Saint-Victor-de-Réno ist eine Ortschaft und eine Commune déléguée in der französischen Gemeinde Longny les Villages mit 167 Einwohnern (Stand: 1. Januar 2022) im Département Orne in der Region Normandie.
Mit Wirkung vom 1. Januar 2016 wurden die früheren Gemeinden Longny-au-Perche, La Lande-sur-Eure, Malétable, Marchainville, Monceaux-au-Perche, Moulicent, Neuilly-sur-Eure und Saint-Victor-de-Réno zu einer Commune nouvelle mit dem Namen Longny les Villages zusammengelegt und haben in der neuen Gemeinde den Status einer Commune déléguée. Der Verwaltungssitz befindet sich im Ort Longny-au-Perche. Die Gemeinde Saint-Victor-de-Réno gehörte zum Arrondissement Mortagne-au-Perche und zum Kanton Tourouvre.

## Lage
Nachbargemeinden von Saint-Victor-de-Réno waren Longny-au-Perche im Nordosten, Monceaux-au-Perche im Osten, Boissy-Maugis im Südosten, Maison-Maugis im Südwesten, La Chapelle-Montligeon und Saint-Mard-de-Réno im Westen Feings im Nordwesten.

## Bevölkerungsentwicklung
| Jahr      | 1962 | 1968 | 1975 | 1982 | 1990 | 1999 | 2008 | 2015 |
| --------- | ---- | ---- | ---- | ---- | ---- | ---- | ---- | ---- |
| Einwohner | 273  | 242  | 217  | 225  | 218  | 237  | 205  | 173  |